# 李珪 (弘治進士)
李珪（1463年—1509年），字用獻，號石斋，江西吉安府永新縣人，民籍，治《易經》，明朝政治人物。

## 生平
弘治八年（1495年）乙卯科江西鄉試第二十七名舉人。弘治九年（1496年）中式丙辰科會試第二百九十九名，二甲第五十六名進士。官至工部郎中。因不愿与宦官刘瑾同流合污，遭到排挤，外放云南知府，不幸病故于上任途中，时年四十七岁。

## 家族
曾祖李俊隆；祖父李郁，義官；父李景諤，義官。母王氏；繼母蕭氏。
儿子李俨，字民望，号南屏，正德甲戌進士，官御史。